# 矢原神明宮
矢原神明宮（やばらしんめいぐう）は、長野県安曇野市にある神社。旧社格は県社。主祭神は天照大神。

## 概要
和名類聚抄に記載の信濃国安曇郡矢原郷の中心地に鎮座し、矢原御厨の総鎮守であった。
平安時代から鎌倉時代にかけて、この神社を中心に郷村が発達、古代遺跡があり、平安時代の住居跡、土師器、灰釉陶器、鉄鎌などが出土している。また「堀内」などの館跡が複数あり、南の堀内は検校庁があった場所、北の堀内は室町時代の代官屋敷跡と場所と推定される。
当初は「伊勢神明社」と称したが、元禄2年（1689年）に狛犬を寄進した棟札からは、当時「神明宮」と呼称されていたことがうかがえる。社殿には安永5年（1776年）建築の本殿のほか、幣殿、拝殿、宝殿、神楽殿などがある。大正時代に拝殿が新造される以前は、幣殿の位置に御門屋があり、参道とともに、御厨神明の形式を伝えている。社地は東西20間、南北18間の広さである。
明治5年（1873年）に村社、昭和21年（1946年）1月10日に県社に指定された。例祭日は毎年9月23日。

## 所在地
- 安曇野市穂高931番地